# فوکا کمرا
فوکا کمرا (به انگلیسی: Foca camera) یک دوربین عکاسی تک‌لنزی بازتابی ساخت شرکت اوپی‌ال است.

## نگارخانه

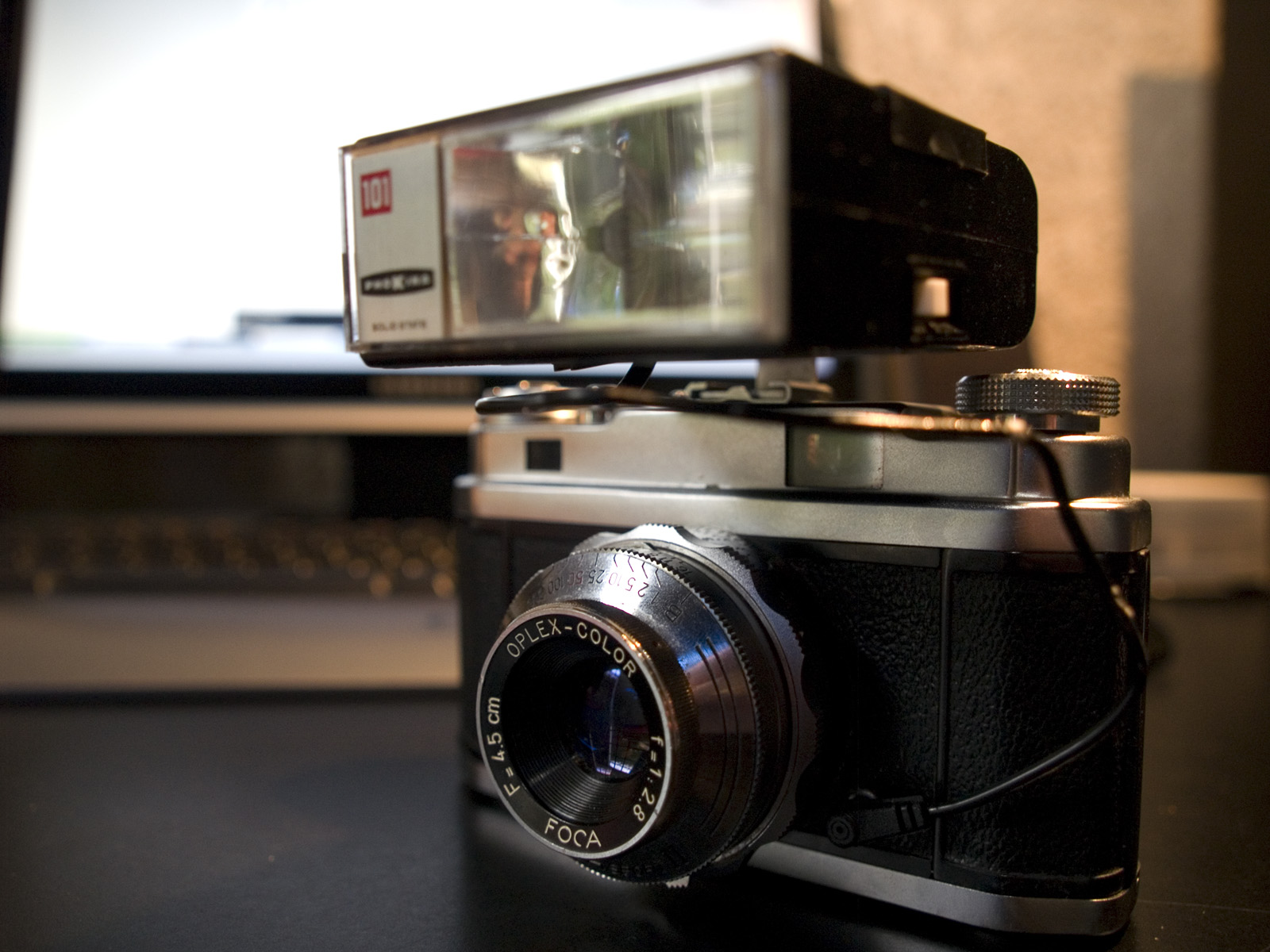